# Carlo Murena
Carlo Murena (né à Collalto Sabino le 16 juillet 1713 et mort à Rome le 7 mai 1764)  est un architecte italien de la période baroque tardif actif à Rome, Foligno, Pérouse et d'autres villes du centre de l'Italie. Il fut l'élève de Nicola Salvi et envoyé en formation avec Luigi Vanvitelli, qui construisait alors le Lazzaretto d'Ancône. 

## Ouvrages
Carlo Murena a achevé  l'église de Monte Morcino à Pérouse pour les moines olivétains. Il a conçu le tabernacle de la cathédrale de Terni. À Foligno, il a dessiné l'église de la Sainte-Trinité. À Rome, il a construit la chapelle Zampai et ses monuments funéraires, tous situés à Sant'Antonio dei Portoghesi,. Son travail a fait l'objet  d'ouvrages sur l'architecture baroque en Italie,.